# 第四高等学校
第四高等学校，简称四高，是一所于1887年建立的旧制高等学校，位于日本石川县金泽市。
1901年，第四高等学校医学部独立为金泽医学专门学校（后升格为旧制金泽医科大学，战后并入新制金泽大学）。二战后，1947年，因发生第四高等学校学生反对昭和天皇访问金泽的事件，使昭和天皇不得不改变当时的访问路线。1950年，因战后学制改革，旧制高等学校一并废校，其中第四高等学校并入新制大学金泽大学，成为金泽大学的法文学部和理学部。